# Дарґовских Грдінов
Дарґовских Грдінов (словац. Dargovských hrdinov) — міська частина, громада округу Кошиці III, Кошицький край. Кадастрова площа громади — 11.09 км².
Населення 25578 осіб (станом на 31 грудня 2020 року).

## Історія
Дарґовских Грдінов згадується 1976 року.